# Попов Микола Михайлович
Микола Михайлович Попов (19 грудня 1937, місто Ворошиловград, тепер Луганськ Луганської області — після 1994) — український радянський партійний діяч, 1-й секретар Луганського міськкому КПУ. Депутат Верховної Ради УРСР 10—11-го скликань. Народний депутат України 1-го скликання. Член ЦК КПУ в 1981—1990 р.

## Біографія
Народився в родині службовця.
У 1955—1956 роках — учень, слюсар-лекальник інструментального цеху Ворошиловградського тепловозобудівного заводу імені Жовтневої Революції.
У 1956—1959 роках — служба у Військово-Морському Флоті СРСР.
Член КПРС з 1958 року.
У 1959—1969 роках — електрик-випробувач, інженер-дослідник, начальник лабораторії, керівник конструкторської групи, начальник конструкторського бюро відділу головного конструктора з локомотивобудування, начальник бюро Луганського тепловозобудівного заводу імені Жовтневої Революції.
Закінчив Луганський машинобудівний інститут, інженер-механік.
У 1969—1974 роках — 2-й, 1-й секретар Жовтневого районного комітету КПУ міста Луганська.
У 1974—1976 роках — завідувач промислово-транспортного відділу Ворошиловградського обласного комітету КПУ. У 1976 — 16 жовтня 1979 року — завідувач відділу організаційно-партійної роботи Ворошиловградського обласного комітету КПУ.
11 жовтня 1979 — квітень 1986 року — 1-й секретар Ворошиловградського міського комітету КПУ. Закінчив заочно Академію суспільних наук при ЦК КПРС.
У 1986—1991 роках — 2-й секретар Ворошиловградського (Луганського) обласного комітету КПУ.

## Нагороди
- орден Жовтневої Революції
- орден Трудового Червоного Прапора
- орден Знак Пошани
- 6 медалей